# Stati d'Europa nel XX secolo

## All'inizio del'900
All'inizio del '900 l'Europa era dominata dall'Impero Russo e dall'Impero Ottomano a Oriente, dall'Impero Austro-Ungarico e dall'Impero Germanico in Europa Centrale. Nella Parte Centro-meridionale era presente il Regno d'Italia. Esistevano già gli odierni stati di Svezia, Norvegia, Islanda, Danimarca, Regno Unito, Spagna, Portogallo, Grecia, Francia e la Confederazione Svizzera e i Microstati di Lussemburgo, Liechtenstein, San Marino, Monaco, Andorra e la Città del Vaticano e le colonie Britanniche di Malta e Cipro.

## Il primo dopoguerra
Dopo la Prima Guerra Mondiale (1914-1918), l'Europa ebbe grandi conseguenze: Con il collasso dell'Impero Austro-Ungarico ebbero inizio gli stati di Austria, Ungheria, Cecoslovacchia, la parte Meridionale della Polonia, la parte Settentrionale del Regno dei Serbi, Croati e Sloveni e la Parte Orientale della Romania. In più il Sud-Tirolo diventò parte del Regno d'Italia. L'impero Germanico cadde a dominare solo la Germania, dando vita alla parte Occidentale della Polonia. Con la Sconfitta dell'Impero Ottomano, nacquero gli stati di Turchia, Albania, Bulgaria, la parte Orientale della Romania e la parte Meridionale del Regno dei Serbi, Croati e Sloveni. Con la Caduta dell'Impero Russo, si crearono gli stati di Finlandia, Estonia, Lettonia, Lituania, Moldavia e la parte Orientale della Polonia. In più nacque l'URSS (Unione delle Repubbliche Socialiste Sovietiche), Inizialmente formata dalla RSFSR, dall'Ucraina, dalla Bielorussia e dalla Federazione Transcaucasica, che nel 1936 si dividerà negli stati di Armenia, Azerbaijan e Georgia. Nel 1924 si unirono all'URSS l'Uzbekistan e il Turkmenistan, nel 1929 il Tajikistan, nel 1936 il Kazakistan e nel 1937 il Kirghizistan. In più l'Irlanda ottenne l'Indipendenza dal Regno Unito nel 1922. Il Regno dei Serbi, Croati e Sloveni cambiò nome in Jugoslavia nel 1929.

## La Seconda Guerra Mondiale
Durante la Seconda Guerra Mondiale (1939-1945), la Germania Nazista (Che comprendeva anche la parte Settentrionale della Cecoslovacchia, o Rep. Ceca), guidata da Adolf Hitler, ha invaso molte nazioni Europee: la Polonia nel 1939, Danimarca, Norvegia, Belgio, Paesi Bassi, Lussemburgo e Francia nel 1940 e Jugoslavia e Grecia nel 1941, che vennero liberate nel 1945, quando la Germania vene sconfitta dall'alleanza tra URSS, USA e Regno Unito. In più Estonia, Lettonia e Lituania si unirono all' URSS nel 1940, ma vennero invase dalla Germania nel 1941. All'URSS si unì anche la Moldavia, ma non venne invasa.
La Germania si alleò con il Regno d'Italia e l'Impero Giapponese, che insieme formavano le Potenze dell'Asse. Alle Potenze dell'Asse si unirono Bulgaria, Ungheria, Romania e la parte meridionale della Cecoslovacchia (Slovacchia).

## Nel secondo Dopoguerra
Dopo la Seconda Guerra Mondiale, nel 1949, la Germania si divise in Repubblica Federale Tedesca (o Germania Ovest), che dipendeva dagli Alleati (USA, UK e Francia) e Repubblica Democratica Tedesca, che dipendeva dall'URSS. Inoltre nel 1960 Cipro ottenne l'indipendenza e malta la ottenne nel 1964.

## Gli anni '90
Negli anni '90 L'Europa ebbe enormi cambiamenti: Nel 1990 la Germania si unificò, permettendo anche alla Germania Est di entrare nell'Unione Europea, Nel 1991 la Jugoslavia si dissolse, facendo nascere gli stati di Slovenia, Croazia, Bosnia ed Erzegovina, Macedonia del Nord e una Seconda Jugoslavia, che nel 2003 cambiò nome in Serbia e Montenegro. Nel 1992 L'URSS si disciolse, creando la Russia, la Moldavia, la Lettonia, la Lituania, l'Estonia, l'Ucraina e la Bielorussia in Europa e Kazakistan, Tajikistan, Turkmenistan, Uzbekistan e Kirghizistan in Asia. Nel 1993 la Cecoslovacchia si distinse negli stati di Repubblica Ceca e Slovacchia.
Inoltre nel 1991 la Transnistria si proclamò come repubblica, ma attualmente non ha nessun riconoscimento. Invece nel 1992 l'Abcasia e l'Ossezia del Sud si proclamarono repubbliche, ma al momento detengono entrambe 5 riconoscimenti da degli stati ONU come Stati sovrani.

## Dopo il 2000
Dopo il 2000 l'Europa non ebbe grandi cambiamenti (geograficamente), nel 2003 il Montenegro si staccò dalla Serbia, nel 2008 il Kosovo si dichiarò Indipendente dalla Serbia ed è riconosciuto da 101 Stati ONU nel 2021.

## L'Unione Europea
L'Unione Europea, inizialmente chiamata CEE, cioè Comunità Economica Europea fino al 1/1/1993, in seguito al Trattato di Maastricht, è un'unione politica ed economica a carattere sovranazionale. Attualmente ne fanno parte 27 Stati Sovrani più alcuni territori e collettività d'oltremare. Gli Stati Fondatori furono Belgio, Italia, Francia, Germania, Paesi Bassi e Lussemburgo, in seguito al Trattato di Roma, il 25 Marzo 1957. L'Unione Europea entrò in vigore il 1º Gennaio del 1958. Molti altri stati si unirono: La Danimarca e l'Irlanda il 1º Gennaio 1973, la Grecia il 1º Gennaio 1981, Portogallo e Spagna il 1º Gennaio 1986, Austria, Finlandia e Svezia il 1ºGennaio 1995, Cipro, Estonia, Lettonia, Lituania, Malta, Polonia, Rep. Ceca, Slovacchia, Slovenia e Ungheria il 1ºMaggio 2004, Bulgaria e Romania il 1ºGennaio 2007 e la Croazia il 1ºLuglio 2013.
Nell'Unione Europea ci fu un ex-membro: il Regno Unito, che entrò in 1ºGennaio 1973 e uscì il 31 Gennaio 2020. La Groenlandia, parte del Regno di Danimarca, uscì dall'Unione nel 1985.
Nell'UE sono compresi i territori d'oltremare di Guadalupa, Martinica, Mayotte, La Réunion, Saint-Martin, Guyana Francese, Azzorre e Madeira.
Sono candidati all'adesione: Turchia, Macedonia del Nord, Montenegro, Serbia, Albania, Moldavia, Ucraina, Bosnia ed Erzegovina, Georgia e Kosovo.

## Le Monete Europee
In Europa si usa una grande varietà di monete: La moneta più utilizzata è l'Euro, utilizzata da 20 stati dell'UE, altri 4 stati che usano bilateralmente l'Euro più altri 2 Stati, che utilizzano l'Euro unilateralmente.
Belgio, Spagna, Francia e Paesi Bassi hanno adottato l'Euro dal 2002, ma hanno iniziato a coniare monete già nel 1999. Austria, Finlandia, Germania, Grecia, Irlanda, Italia, Lussemburgo, Monaco, Portogallo, San Marino e la Città del Vaticano utilizzano l'Euro dal 2002, la Slovenia dal 2007, Cipro e Malta dal 2008, la Slovacchia dal 2009, l'Estonia dal 2011, Lettonia e Andorra dal 2014, la Lituania dal 2015 e la Croazia dal 2023. Altre valute usate in Europa sono: 
il Lek Albanese, il Franco Svizzero (Utilizzato anche in Liechtenstein), la Sterlina Britannica, lo Zloty Polacco, la Lira Turca, il Lari Georgiano, il Manat Azero, la Dracma Armena, il Rublo Russo, il Rublo Bielorusso, la grivnia Ucraina, il Marco Bosniaco, il dinaro Serbo, il Dinaro Macedone, il Lev Bulgaro, il Leu Rumeno, il Leu Moldavo, la Corona Ceca, la Corona Islandese, la Corona Norvegese, la Corona Danese, la Corona Svedese e il Fiorino Ungherese.

## Gli attuali Stati d'Europa
Attualmente gli stati d'Europa sono Albania, Andorra, Armenia, Austria, Azerbaigian, Belgio, Bielorussia, Bosnia ed Erzegovina, Bulgaria, Cipro, Città del Vaticano, Croazia, Danimarca, Estonia, Finlandia, Francia, Georgia, Germania, Grecia, Irlanda, Islanda, Italia, Kosovo, Lettonia, Liechtenstein, Lituania, Lussemburgo, Macedonia del Nord, Malta, Moldavia, Monaco, Montenegro, Norvegia, Paesi Bassi, Polonia, Portogallo, Regno Unito, Rep. Ceca, Romania, Russia, San Marino, Serbia, Slovacchia, Slovenia, Spagna, Svezia, Svizzera, Turchia, Ucraina e Ungheria.